# Madhouse (película de 1974)
Madhouse es una película de terror de 1974, protagonizada por Vincent Price y Peter Cushing.

## Argumento
Paul Toombes (Vincent Price) era una estrella de Hollywood, conocido por interpretar el papel de Dr. Muerte en una serie de exitosas películas de terror escritas por su amigo, Herbert Flay (Peter Cushing). Pero ahora, después de haber pasado años en una institución mental tras el asesinato de su novia, Ellen (un asesinato que muchos, incluido él mismo, creen que cometió), todo cambia cuando Herbert, que está escribiendo una serie de televisión sobre el Dr. Muerte, le convence de que vuelva a interpretarlo. Paul no tarda en lamentar su decisión, cuando el productor de la serie resulta ser el fabricante de viejas películas porno protagonizadas por Ellen. Mientras tanto, descubre que él no es el único huésped en la casa de Herbert porque también hay fantasmas, sus antiguos compañeros de Hollywood. Paul piensa que se ha vuelto loco después de haber quedado traumatizado en la explosión de un coche. Pero nada de esto puede compararse con el horror que le supone descubrir que el propio doctor Muerte parece tener voluntad propia... y estar decidido a cometer muchos crímenes.

## Elenco
- Vincent Price: Paul Toombes
- Peter Cushing: Herbert Flay
- Robert Quarry:  Oliver Quayle
- Linda Hayden:  Elizabeth Peters
- Natasha Pyne:  Julia Wilson
- Adrienne Corri: Faye Flay